# Houston Rockets
Houston Rockets är en amerikansk basketorganisation, bildad 1967, vars lag är baserat i Houston i Texas och spelar i National Basketball Association (NBA). Laget spelar sina hemmamatcher i Toyota Center, som öppnades den 6 oktober 2003.
Några kända spelare som varit i Houston Rockets är Hakeem Olajuwon, Clyde Drexler, Tracy McGrady och Yao Ming.

## Historia
Laget bildades 1967 som San Diego Rockets och spelade i NBA fyra säsonger från 1967/1968 till 1970/1971 innan laget flyttade till Houston inför säsongen 1971/1972.
Det skulle dröja till säsongen 1976/1977 innan Rockets fick en framgång när de vann sin första Divisionstitel i Central Division och gick ända till divisionsfinal som de förlorade mot Philadelphia 76ers med 2-4 i matcher. Säsongen 1980/1981 lyckades Houston ta sig ända till NBA-final, som de förlorade mot Boston Celtics med 2-4 i matcher. Säsongen 1982/1983 gjorde Houston sin sämsta någonsin i ligan, när de bara vann 14 av totalt 82 matcher och kom sist i hela NBA. Men bara tre säsonger senare, 1985/1986, vann Houston sin andra Divisionstitel när de vann Midwest Division och tog sig fram till en ny NBA-final. Och precis som i sin första final förlorade man mot Boston Celtics med 2-4 i matcher.
Säsongerna 1992/1993 och 1993/1994 vann Houston sin tredje och fjärde Divisionstitel när de vann Midwest Division. 1993/1994 vann Houston också sitt första NBA-mästerskap efter finalvinst mot New York Knicks med 4-3 i matcher. Året efter, 1994/1995, vann Houston åter NBA-titeln efter klara 4-0 i matcher mot Orlando Magic. Efter den andra titeln har Houston inte haft några större framgångar, utan mest förlorat redan i första slutspelsomgången. Och på 2000-talet har de till och med haft svårt att ta sig till slutspelet.
Houston Rockets lyckades att mellan den 29 januari 2008 till den 18 mars 2008 vinna 22 raka segrar vilket i NBA är det den nästa bästa någon klubb har gjort. Rekordet har Los Angeles Lakers från säsongen 1971/1972 då de vann 33 raka matcher.

## Spelartruppen 2025/2026
Senast uppdaterad: 17 augusti 2025.

Alla spelare som har kontrakt med Houston Rockets. Spelarnas löner är i amerikanska dollar och är vad de skulle få ut om spelarna vore i NBA-truppen under hela säsongen.
| Nr                                |             | Namn                | Pos      | Lön 25/26   |        | Kontrakt | Kom till laget | Kom ifrån                  |
| --------------------------------- | ----------- | ------------------- | -------- | ----------- | ------ | -------- | -------------- | -------------------------- |
| 0                                 | USA         | Aaron Holiday       | PG       | $3 080 917  | [ 3 ]  | 2026     | 2023           | Atlanta Hawks              |
| 1                                 | USA         | Amen Thompson       | PG       | $9 690 600  | [ 4 ]  | 2027     | 2023           | City Reapers               |
| 2                                 | USA         | Dorian Finney-Smith | PF/SF    | $12 325 581 | [ 5 ]  | 2029     | 2025           | Los Angeles Lakers         |
| 3                                 | Mali        | N'Faly Dante        | C        | $2 195 122  | [ 6 ]  | 2027     | 2024           | Oregon Ducks               |
| 5                                 | USA         | Fred VanVleet       | PG       | $24 038 462 | [ 7 ]  | 2027     | 2023           | Toronto Raptors            |
| 7                                 | USA         | Kevin Durant        | PF/SF/SG | $53 282 609 | [ 8 ]  | 2026     | 2025           | Phoenix Suns               |
| 8                                 | USA         | Jae’Sean Tate       | SF       | $2 667 943  | [ 9 ]  | 2026     | 2020           | Sydney Kings               |
| 10                                | USA         | Jabari Smith Jr.    | PF       | $12 350 392 | [ 10 ] | 2031     | 2022           | Auburn Tigers              |
| 12                                | Nya Zeeland | Steven Adams        | C        | $13 000 000 | [ 11 ] | 2028     | 2024           | Memphis Grizzlies          |
| 12                                | Nigeria     | Josh Okogie         | SG       | $3 080 921  | [ 12 ] | 2026     | 2025           | Charlotte Hornets          |
| 15                                | USA         | Reed Sheppard       | SG/PG    | $10 603 560 | [ 13 ] | 2028     | 2024           | Kentucky Wildcats          |
| 17                                | USA         | Tari Eason          | PF       | $5 675 766  | [ 14 ] | 2026     | 2022           | LSU Tigers                 |
| 21                                | Schweiz     | Clint Capela        | C        | $6 635 802  | [ 15 ] | 2028     | 2025           | Atlanta Hawks              |
| 28                                | Turkiet     | Alperen Şengün      | C/PF     | $33 944 954 | [ 16 ] | 2030     | 2021           | Beşiktaş Basketbol         |
| 32                                | USA         | Jeff Green          | PF/SF    | $3 634 148  | [ 17 ] | 2026     | 2023           | Denver Nuggets             |
| --                                | USA         | Cameron Matthews    | PF       | $1 272 868  | [ 18 ] | 2026     | 2025           | Mississippi State Bulldogs |
| Tvåvägskontrakt                   |             |                     |          |             |        |          |                |                            |
| Nr                                |             | Namn                | Pos      | Lön 25/26   |        | Kontrakt | Kom till laget | Kom ifrån                  |
| 8                                 | USA         | Kevon Harris        | SG/SF    | $636 434    | [ 19 ] | 2026     | 2025           | College Park Skyhawks      |
| 20                                | USA         | J.D. Davison        | PG       | $636 434    | [ 20 ] | 2026     | 2025           | Boston Celtics             |
| 24                                | USA         | Isaiah Crawford     | SF       | $636 434    | [ 21 ] | 2026     | 2025           | Sacramento Kings           |
| Positioner: PG – SG – SF – PF – C |             |                     |          |             |        |          |                |                            |

### Spelargalleri

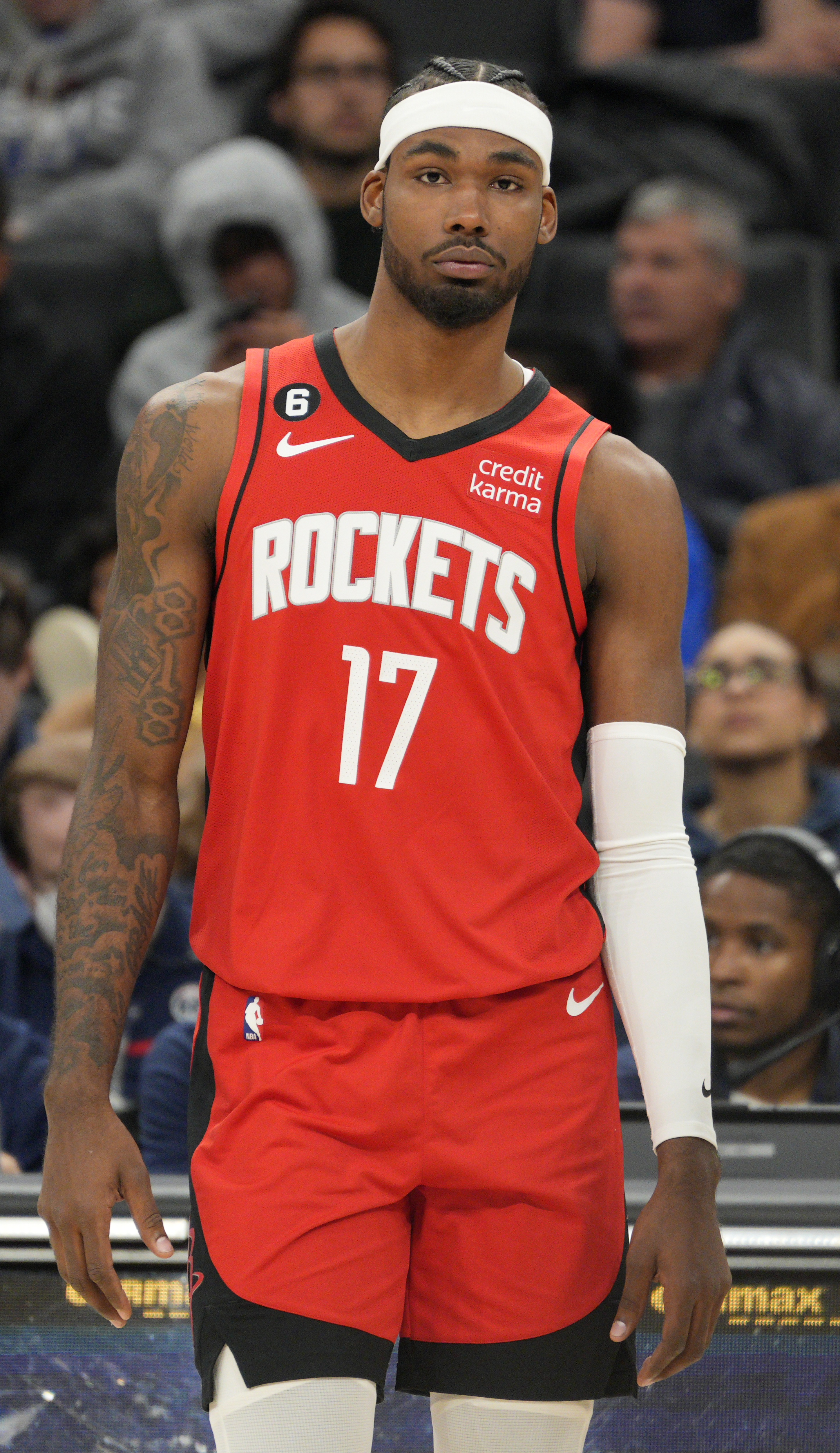
Tari Eason
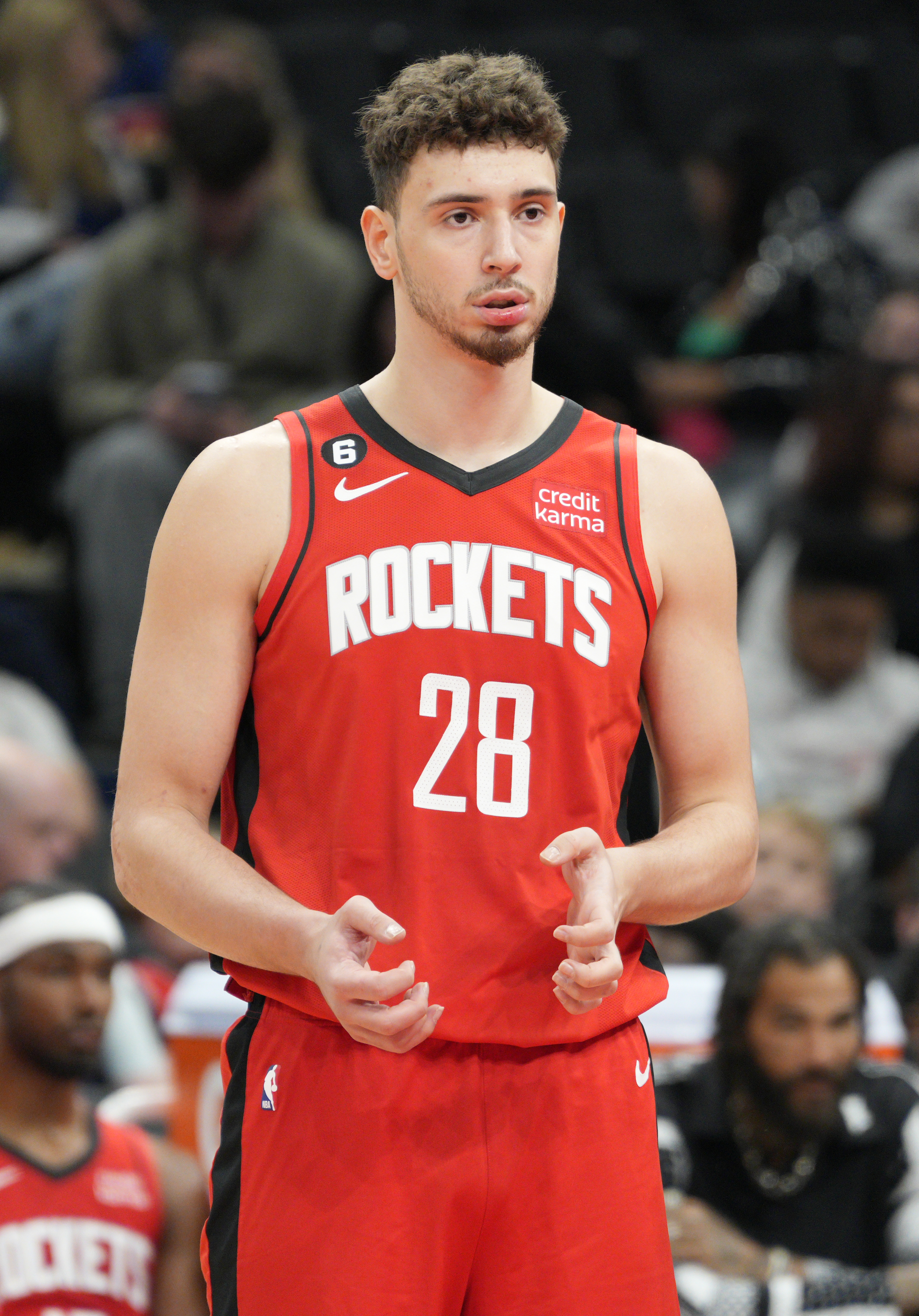
Alperen Şengün
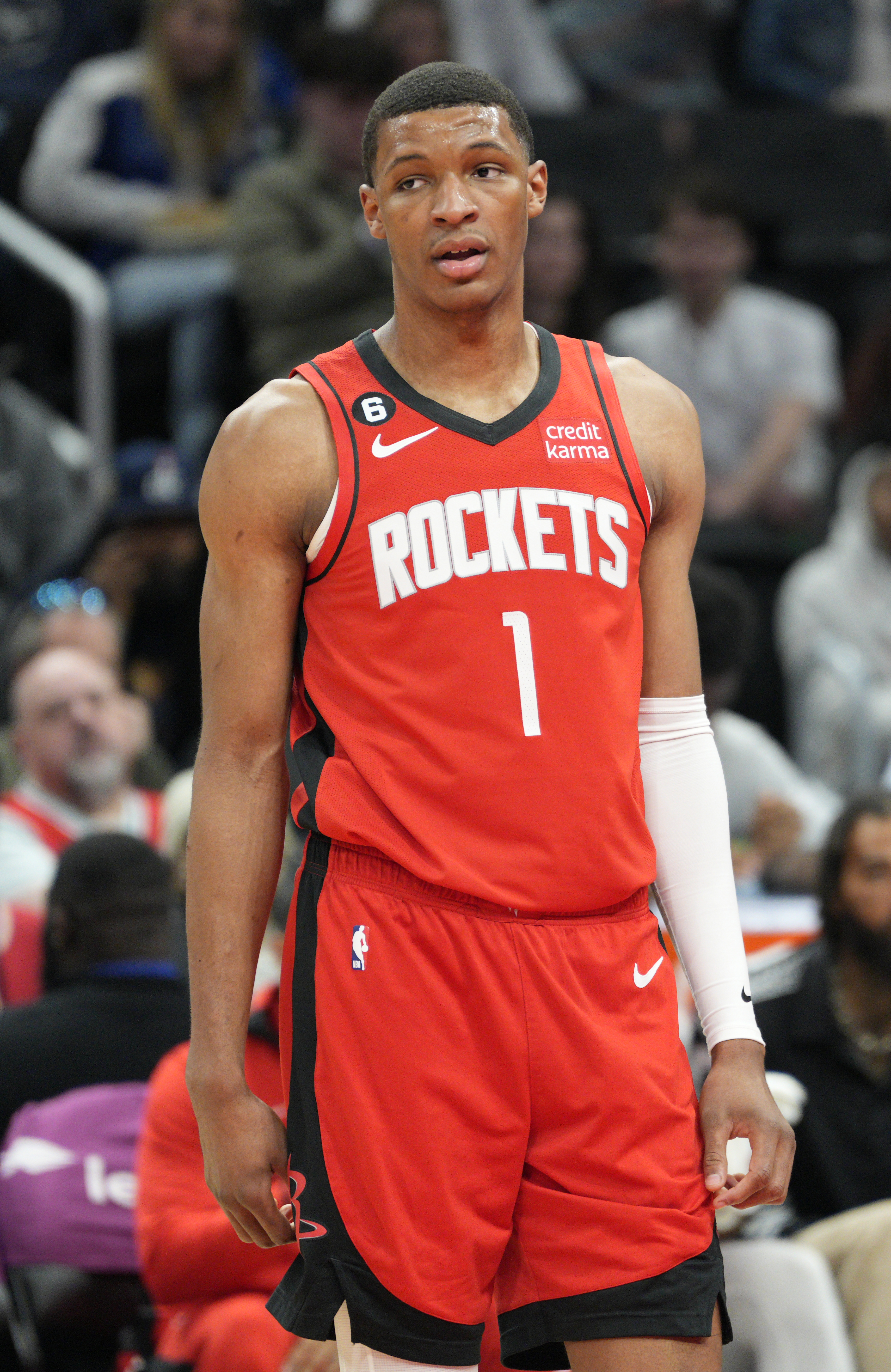
Jabari Smith Jr.